# Przemysław Noworyta
Przemysław Noworyta – polski łyżwiarz figurowy, startujący w kategorii solistów; trzykrotny Mistrz Polski, uczestnik zawodów międzynarodowych, w tym, Mistrzostw Europy.

## Wybrane osiągnięcia
| Zawody międzynarodowe | Zawody międzynarodowe | Zawody międzynarodowe | Zawody międzynarodowe |
| Zawody                | 1986–87               | 1987–88               | 1988–89               |
| --------------------- | --------------------- | --------------------- | --------------------- |
| Mistrzostwa Europy    | 20                    | 23                    |                       |
| Prague Skate          | 9                     |                       |                       |
| Prize of Moscow News  | 10                    |                       |                       |
| Zawody krajowe        |                       |                       |                       |
| Mistrzostwa Polski    | 1                     | 1                     | 1                     |